# Vattnets hus

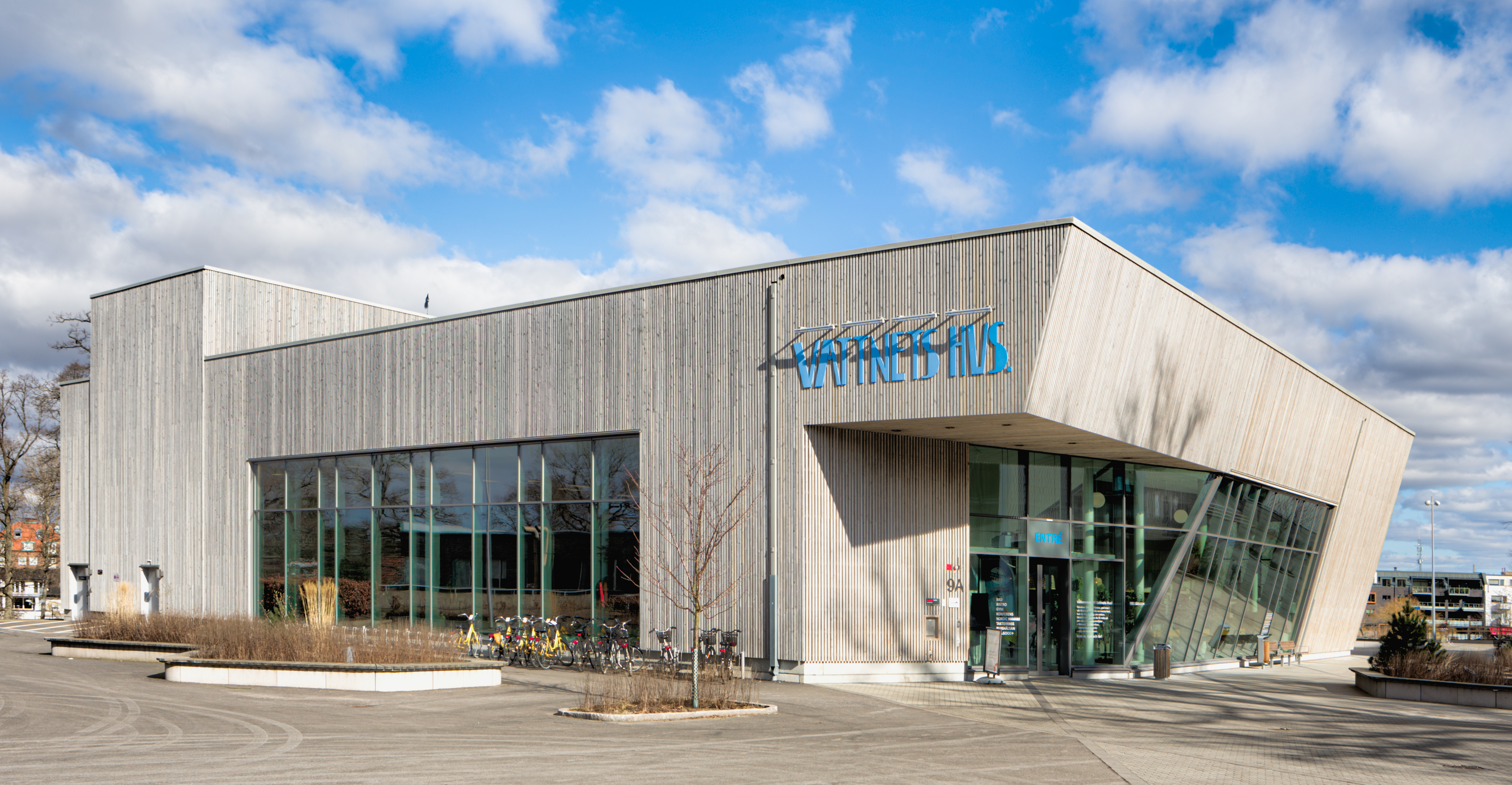
Vattnets Hus i Ängelholm.

Vattnets Hus (tidigare Ängelholms nya badhus och Vattenhuset) är en simhall och badanläggning i Ängelholm. Den ersätter det tidigare Rönnebadet och invigdes den 7 februari 2017. Anläggningen kallades i början Vattenhuset, men eftersom detta namn redan användes av en annan aktör byttes namnet till Vattnets Hus.
Det nya badhuset ägs och drivs av ett privat bolag, Kunskapsporten AB. Kommunen äger dock marken där badhuset byggts, och hyr tid i badhuset för simskoleverksamhet och ungdomsverksamheter. Badhuset ingår i projektet Hälsostaden.
Beslut om ett nytt badhus togs år 2006, och år 2010 fastställdes den nuvarande placeringen. År 2011 tecknades avtal för uppförandet, och badhuset beräknades då stå klart år 2014. År 2012 fick den dåvarande kommunala simhallen Rönnebadet stängas på grund av skador. I början av 2014 uppfördes ett tillfälligt badhus, dit endast simklubbar och skolidrott hade tillgång. För allmänheten innebär det nya badhuset bättre tillgång på tider och möjlighet till fler aktiviteter, men också ett tre gånger högre pris för inträde eller årskort jämfört med den gamla simhallen.
I samband med anläggandet av badhuset har även en ny gångbro, Tullportsbron, uppförts. Bron förbinder badhuset och området däromkring med stadens gågata.

## Arkitektur
Byggnaden är ritad av firman ÅWL Arkitekter, med Malin Pappila och Bertil Molin som ansvariga arkitekter. Arkitekternas ambition var att skapa en öppenhet mot omgivningarna, med parkplantering och Rönne å.
Bygget av huset utfördes av Peab.

### Fotnoter
1. 1 2  ”Byggstart för Rönnebadet”. Byggvärlden. 10 augusti 2015. https://www.byggvarlden.se/byggstart-for-ronnebadet/. Läst 5 april 2024.